# Ger Reesink
Ger Reesink, właśc. Gerard P. Reesink – holenderski językoznawca, specjalista w zakresie języków papuaskich.

## Życiorys
Studiował psychologię na Uniwersytecie w Utrechcie. Realizował badania lingwistyczne w Papui-Nowej Gwinei pod auspicjami Summer Institute of Linguistics. Doktorat z językoznawstwa uzyskał na Uniwersytecie Amsterdamskim (rozprawa pt. Structures and their functions in Usan, a Papuan language of Papua New Guinea). W latach 90. XX wieku prowadził badania nad językami półwyspu Ptasia Głowa (Papua Zachodnia), pod patronatem projektu The Irian Jaya Studies: Program for Interdisciplinary Research (ISIR), czego owocem stały się publikacje takie jak A grammar of Hatam (1999) i Languages of the eastern Bird's Head (2002). Zajmował się także zjawiskiem kontaktu językowego między językami papuaskimi i austronezyjskimi we wschodniej Indonezji.

## Wybrana twórczość
- A grammar of Hatam (1999)
- Languages of the eastern Bird's Head (2002)
- West Papuan languages (2006)
- East Nusantara as a linguistic area (2008)
- Genetic and linguistic coevolution in northern Island Melanesia (2008)